# Джервис, Джон, 1-й граф Сент-Винсент

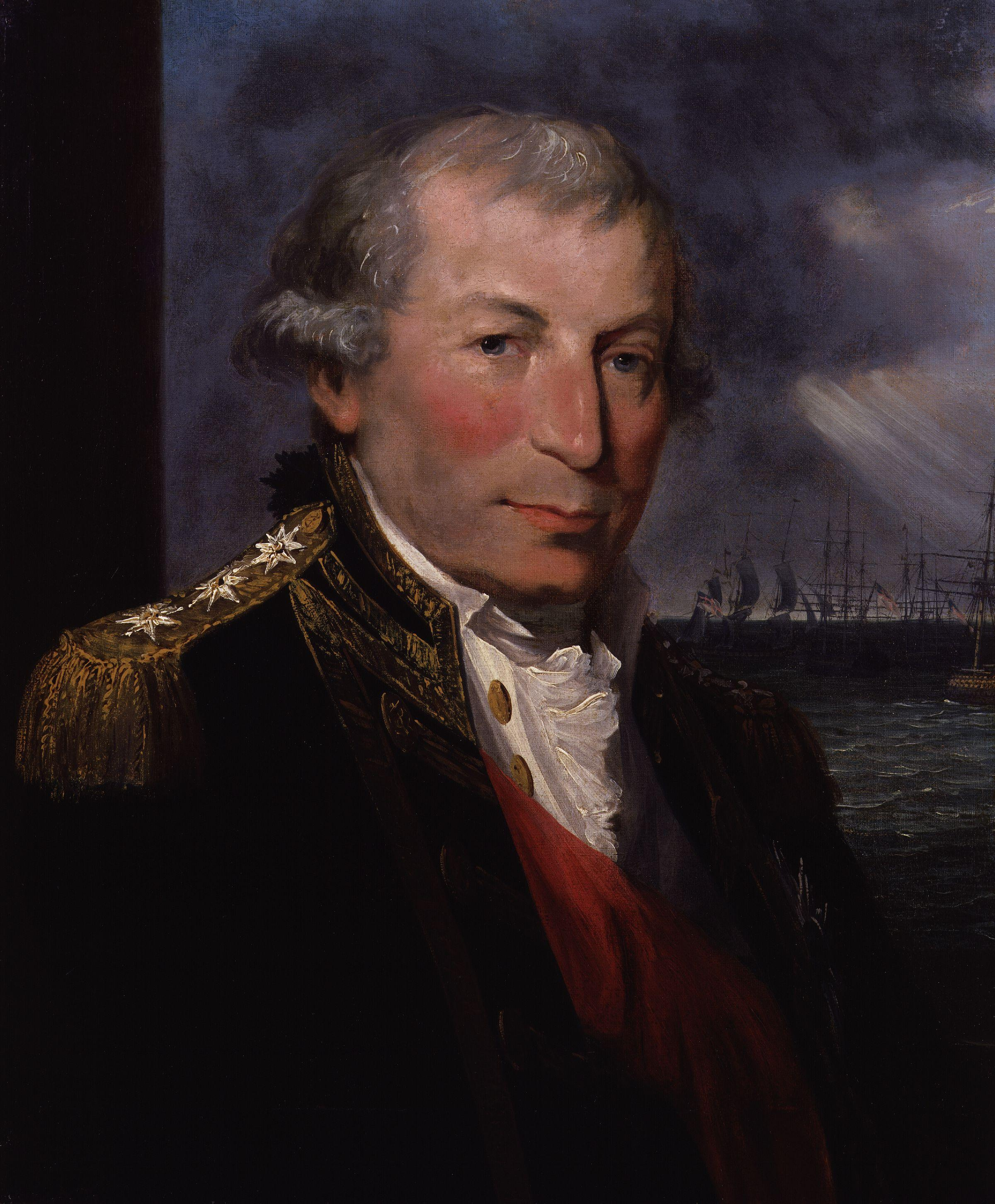
Портрет Джона Джервиса кисти Лемюэля Фрэнсиса Эбботта

Джон Дже́рвис, 1-й граф Сент-Винсент (англ. John Jervis, 1st Earl of St Vincent; 9 января 1735, Мифорд, графство Стаффордшир — 14 марта 1823, Рочеттс, графство Эссекс) — британский адмирал эпохи революционных и Наполеоновских войн. Член Парламента в 1783—1794 годах. В промежутке между Американской и Французской революционными войнами Джервис заседал в парламенте три срока от партии вигов, но после 1794 не избирался.

## Жизнь
Образование получил в Бертонской грамматической школе и Гринвичской академии. 4 января 1749 года матросом был зачислен в Королевский флот и на борту 50-пушечного корабля «Глостер» совершил переход в Вест-Индию, где был переведен на шлюп «Ферит», на котором участвовал в боях с испанскими приватирами. 31 июля 1754 года в чине мичмана был переведен на 24-пушечный шлюп «Сфинкс», на котором вернулся на родину. В декабре того же года был назначен на 20-пушечный шлюп «Сифорд», а затем в течение трёх месяцев служил в должности штурмана на королевской яхте «Уильям и Мэри». 2 января 1755 года сдал экзамен на чин лейтенанта и назначен 6-м лейтенантом 100-пушечного корабля «Ройал Джордж», а в марте был переведен на должность 3-го лейтенанта на 60-пушечный корабль «Ноттингем». 31 марта 1756 года переведён на 74-пушечный корабль «Девоншир», а 22 июля назначен 4-м лейтенантом 90-пушечного корабля «Принц», а в ноябре переведён на 74-пушечный корабль «Каллоден». В январе 1757 года получил под временное командование шлюп «Эксперимент», а затем вернулся на «Каллоден». Во время Семилетней войны, командуя шлюпом «Процепина», отличился при захвате Квебека в 1759 году и, командуя 44-пушечным фрегатом «Госпорт», в освобождении Ньюфаунленда от французских войск в 1762 году. В феврале 1769 года получил под командование 32-пушечный фрегат «Алярм», на котором совершил переход в Геную.
Во время войны против восставших штатов Северной Америки 1775—1783 годов, командуя 80-пушечным кораблем «Фудройянт», участвовал в 1778 году в сражении при Уэссане и в 1780 году при взятии Гибралтара. За захват французского 74-пушечного корабля «Пегас» награждён 19 мая 1782 года орденом Бани.
После окончания военных действий был избран в Парламент в 1783 году от Лоунстона, в 1784 году от Ярмута и в 1790 году от Уикомба.
24 сентября 1787 года сэр Джон был произведён в чин контр-адмирала синей эскадры, а 21 сентября 1790 года — в чин контр-адмирала белой эскадры. 2 февраля 1793 года произведен в чин вице-адмирала и 1793—1795 годах командовал военно-морскими силами в Вест-Индии, участвовал в захвате островов Мартиника и Гваделупа, за что был произведен 12 апреля 1794 года в чин вице-адмирал белого флага и получил 70 тыс. фунтов призовых денег. 1 июня 1795 года произведен в чин адмирала синего флага с назначением командующим Средиземноморским флотом. В феврале 1797 года разбил превосходящие силы испанского флота при мысе Сент-Винсент. За эту победу 27 мая 1797 жалован бароном и графом Сент-Винсент.
Суровостью и предусмотрительностью предотвратил распространение матросских восстаний на свои корабли. 14 февраля 1799 года граф Сент-Винсент был произведён в чин адмирала белой эскадры, 26 августа 1800 года — чин генерал-лейтенанта Королевской морской пехоты, а 9 ноября 1805 года — в чин адмирала красной эскадры. В 1800—1801 и 1806—1807 годах командовал флотом метрополии в Английском канале.
В 1801—1803 годах — Первый лорд Адмиралтейства. Лордство Сент-Винсента отмечено двумя переменами в политике Адмиралтейства: возвращением к ближней блокаде и отказом от строительства «больших» 74-пушечных кораблей.
Политика дальней блокады, которую проводил до него Хау, позволяла французским эскадрам периодически прорываться в Атлантику. Находившийся в укрытии (обычно в Торбее) Флот канала получал известие с задержкой. Неизбежно следовала погоня без гарантии успеха. По замыслу Сент-Винсента, противника следовало перехватывать прямо на выходе. На практике и это не всегда удавалось: побережье Биская чаще всего подветренное, и в шторм блокадные силы вынуждены были оттягиваться мористее, или рисковали быть выброшены на берег. Несомненно, однако, что морская выучка в таких условиях оттачивалась до непревзойденной высоты.
Что касается кораблестроения, он считал, что надо твёрже проводить политику экономии, где движущей силой было стремление максимально увеличить численность флота при заданном бюджете. 74-пушечные корабли были становым хребтом линии баталии. И хотя французские призы, по образцу которых строились «большие» 74-пушечные, каждый по отдельности превосходили британские аналоги, Сент-Винсент полагал их строительство непозволительной роскошью и отвлечением ресурсов от главного.
С 1807 года — в отставке. 7 мая 1814 года произведен в генералы Королевской морской пехоты, 19 июля 1821 года — в адмиралы флота.

## Награды
- Рыцари Большого креста ордена Бани (2 января 1815)
- Компаньон ордена Бани (19 мая 1782)
- Большой крест португальского ордена Башни и Меча (1809)